# الجمعية النووية الأمريكية
الجمعية النووية الأمريكية (بالإنجليزية:American Nuclear Society) هي منظمة دولية وتعليمية غير ربحية تأسست عام 1954 تضم عضوية ما يقرب من 11,000 من العلماء والمهندسين والمعلمين والطلاب وغيرهم من الأعضاء المنتسبين ويعيش نحو 900 عضو خارج الولايات المتحدة في 45 بلدا ويوجد 51 فرعا من الولايات المتحدة وتسعة فروع محلية من خارج الولايات المتحدة و 24 فرع لمحطة نووية و 34 قسما للطلاب.
تعتبر الجمعية عضو في المجلس الدولي للجمعيات النووية (بالإنجليزية:International Nuclear Societies Council).

## روابط خارجية
- الموقع الرسمي